# Indotestudo forstenii
La tortuga selvàtica (Indotestudo forstenii) és una espècie de tortuga terrestre de la família Testudinidae endèmica de l'illa indonèsia de Sulawesi.
Indotestudo travancorica, que es troba a l'Índia, va ser considerada com un sinònim de I. forstenii, però ara es tracta com una espècie independent.